# Blickling Hall

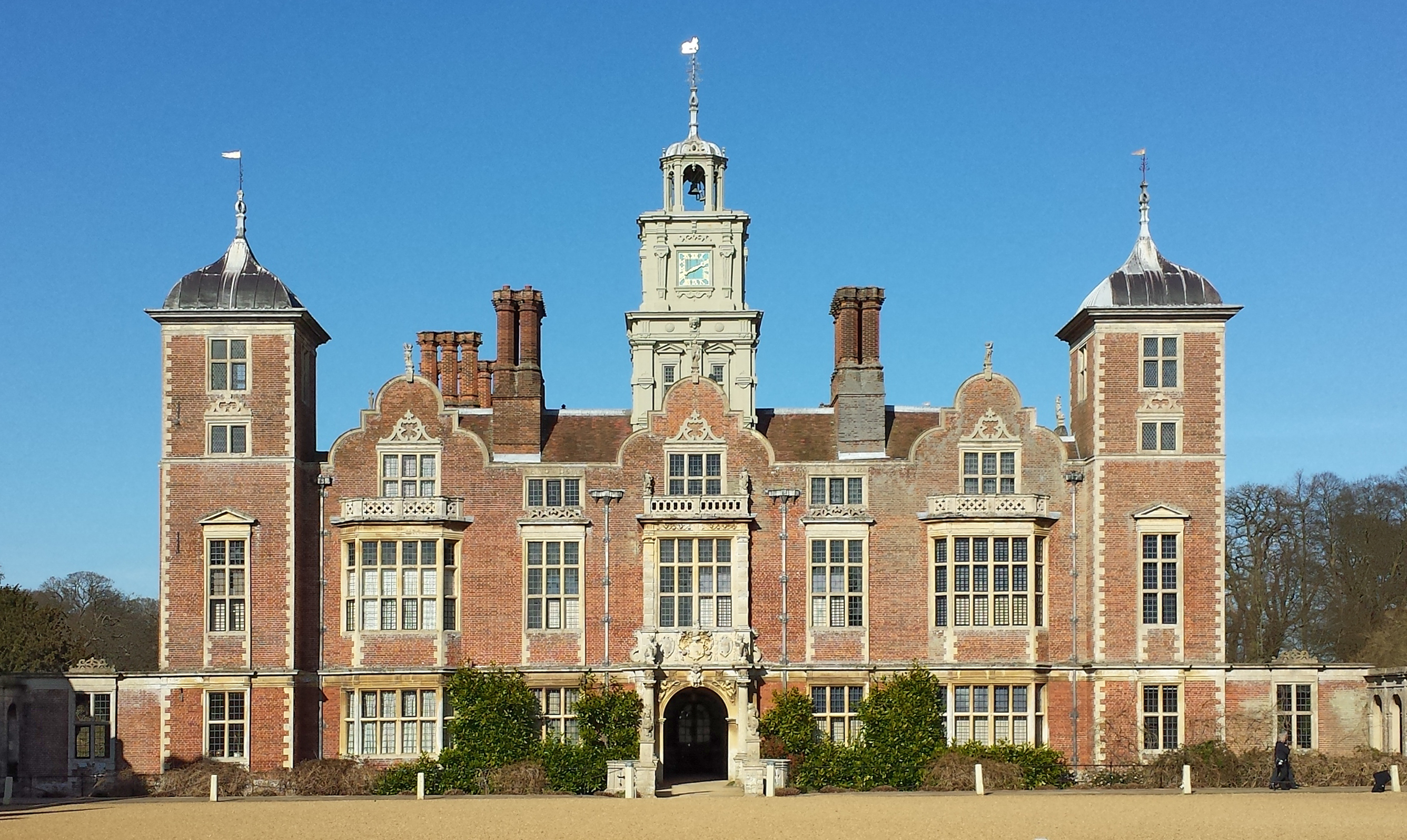
Blickling Hall

Blickling Hall ist ein Herrenhaus im Dorf Blickling nördlich von Aylsham im englischen County Norfolk.
Zwischen 1499 und 1505 war Blickling Hall im Besitz der Familie Boleyn und wurde von Sir Thomas Boleyn, dem späteren Earl of Wiltshire, und seiner Ehefrau Elizabeth bewohnt. Es wird angenommen, dass ihre beiden ältesten Kinder Mary und George hier geboren wurden. Falls Anne Boleyn, deren Geburtsdatum nicht abschließend geklärt ist, vor 1505 geboren sein sollte, wäre auch sie hier zur Welt gekommen, andernfalls ist ihr Geburtsort Hever Castle in Kent, das Thomas Boleyn um 1505 mit seiner Familie bezogen hatte.
Auf den Ruinen des alten Boleyn-Besitzes wurde von Sir Henry Hobart, der Blickling 1616 von Robert Clere erworben hatte, die spätere Blickling Hall im elisabethanischen Stil errichtet.
Während des Zweiten Weltkrieges war Blickling Hall requiriert und diente als Offiziersmesse für den nahegelegenen RAF-Stützpunkt Oulton. Seit 1940 wird das Anwesen mit Ausnahme der Nutzung im Zweiten Weltkrieg vom National Trust verwaltet. 2019 wurde Blickling Hall  von rund 226.000 Personen besucht. 2024 betrug die Besucherzahl etwa 189.000 Personen.